# Aale
Die Aale (Anguilla, Anguillidae, von lat. anguilla „Aal“, Diminutiv von anguis „Schlange“), auch Süßwasseraale genannt, sind eine Knochenfischgattung und Familie aus der Ordnung der Aalartigen (Anguilliformes). Es sind katadrome (flussabwärts wandernde) Wanderfische, die ihr Erwachsenenleben in Süßgewässern verbringen und zum Laichen ins Meer wandern.

## Verbreitung
Aale kommen mit jeweils einer Art in Europa (die im deutschen Sprachraum bekannteste Art, der Europäische Aal, Anguilla anguilla), in Nordamerika östlich der Appalachen und in Japan und dem küstennahen China vor. Auch in den Flüssen des südöstlichen Australien und in Neuseeland lebt jeweils eine Art. Außer diesen fünf in gemäßigten bzw. subtropischen Breiten lebenden Arten gibt es noch weitere 15 Arten, die in den Tropen Süd- und Südostasiens, in Neuguinea, im östlichen Afrika und westlichen Australien vorkommen. Diese Aale besiedeln nur Flüsse, an deren Mündung das Meer direkt in die Tiefe abfällt, niemals Flüsse, die in weiten Flachmeeren münden. Aale fehlen in den kalten Polargebieten, im südlichen Atlantik, im östlichen Pazifik und dem angrenzenden Festland (westliches und zentrales Nordamerika, West-, Nord- und Zentralafrika, Mittel- und Südamerika).

## Merkmale
Aale werden einen halben bis zwei Meter lang und haben 100 bis 119 Wirbel, die nur schwach entwickelte Fortsätze haben. Aalweibchen werden mehr als doppelt so lang und schwer wie Aalmännchen. Charakteristisch ist ihre langgestreckte, schlangenförmige Gestalt. Der Körper ist walzenförmig und im Querschnitt rund, erst im hinteren Drittel, nach dem Anus, flacht er seitlich ab. Die Seitenlinie auf Kopf und Körper ist vollständig entwickelt. Rücken-, Schwanz- und Afterflosse sind zu einem durchgehenden Flossensaum zusammengewachsen. Allen Aalen fehlen die Bauchflossen, die Brustflossen sind dagegen gut entwickelt. Der Aal wird 8 bis 20 Jahre alt.
Flossenformel: Dorsale 245–275, Caudale etwa 10, Anale 205–225, Pectorale 17–20.

### Kopf

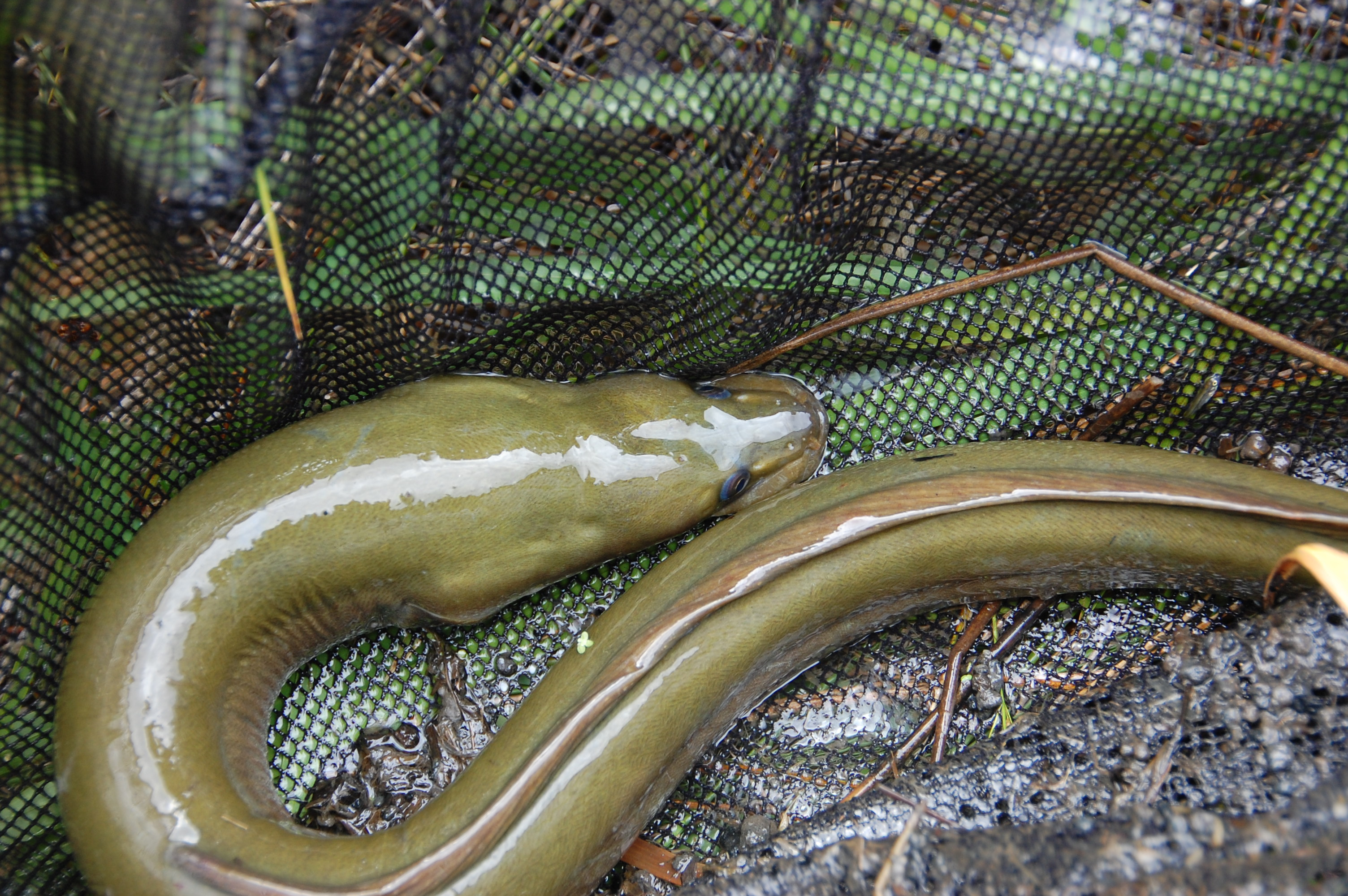
Ein Breitkopfaal kann auch größere Beute verschlingen

Der Kopf ist nicht vom Körper abgesetzt, der Übergang nur durch die Lage der halbmondförmigen, schmalen Kiemenöffnungen zu sehen, der Unterkiefer steht leicht vor. Die engen Kiemenöffnungen schließen so gut, dass Aale für längere Zeit außerhalb des Wassers überleben können, ohne dass die Kiemen austrocknen. Das Schädeldach wird vor allem von Parietale und „Squamosum“ (Pteroticum) gebildet, der Oberkiefer von Maxillare und Palatinum. Ein Prämaxillare (Zwischenkieferbein) fehlt. Die Branchiostegalstrahlen sind lang und in einem vorn und oben offenen Bogen um die Knochen des Kiemendeckels gekrümmt. Die Branchiostegalhäute sind breit. Größe und die Stellung der Augen sind variabel. Aale haben zwei Paar Nasenöffnungen, ein Paar, das als Ausströmöffnung fungiert, liegt direkt vor den Augen, das andere, die Einströmöffnungen, liegt direkt oberhalb der Oberlippe und hat die Gestalt häutiger Röhrchen.
Die Kiefer und das Pflugscharbein sind von kurzen, spitzen Zähnen besetzt, die in Bändern angeordnet sind. Außerdem sind die Schlundknochen mit noch winzigeren Schlundzähnen besetzt. Die Zunge ist fleischig und zahnlos.
Insgesamt ist der Kopf durch seine festen Knochen und seine starke Muskulatur gut zum Wühlen geeignet. Ernährungsbedingt kann der Kopf auch innerhalb einer Art eine sehr verschiedene Gestalt haben (Spitzkopfaal/Breitkopfaal).

### Integument
Die länglichen, bis zu 2 mm langen Cycloidschuppen der Aale sind unterhalb der drüsenreichen Schleimhaut in der Unterhaut (Corium) eingebettet. Die Schuppen liegen nebeneinander und überdecken einander nicht. Schuppen, deren Längsrichtungen parallel zueinander sind, stehen in kleinen Feldern zusammen und werden von anderen Schuppenfeldern abgelöst, in denen die Längsrichtungen der Schuppen senkrecht zu der der vorgehenden Schuppen gestellt sind. Die einzelligen Schleim- und Proteindrüsen produzieren einen sehr schlüpfrigen und zähen Schleim, der den gesamten Aalkörper überzieht.

### Innere Organe
Das Herz der Aale liegt unmittelbar hinter den Kiemenöffnungen. Wie für fleischfressende Tiere typisch, ist der Darm kurz. Er hat keine Blinddarmanhänge, der Magen ist nicht scharf zur Speiseröhre abgegrenzt und geht über zwei Pylorusklappen in den Darm über. Die langgestreckte, spindelförmige Schwimmblase nimmt 30 bis 50 % der Bauchhöhle ein und steht vorn durch den Duktus pneumaticus mit der Speiseröhre in Verbindung. Die Gonaden erstrecken sich als lange, schmale Bänder entlang der gesamten Leibeshöhle bis hinter den Anus. Sie liegen dorsal, neben Darm und Schwimmblase. Geschlossene Eileiter fehlen, die Samenleiter münden in die Harnblase.

## Fortpflanzung

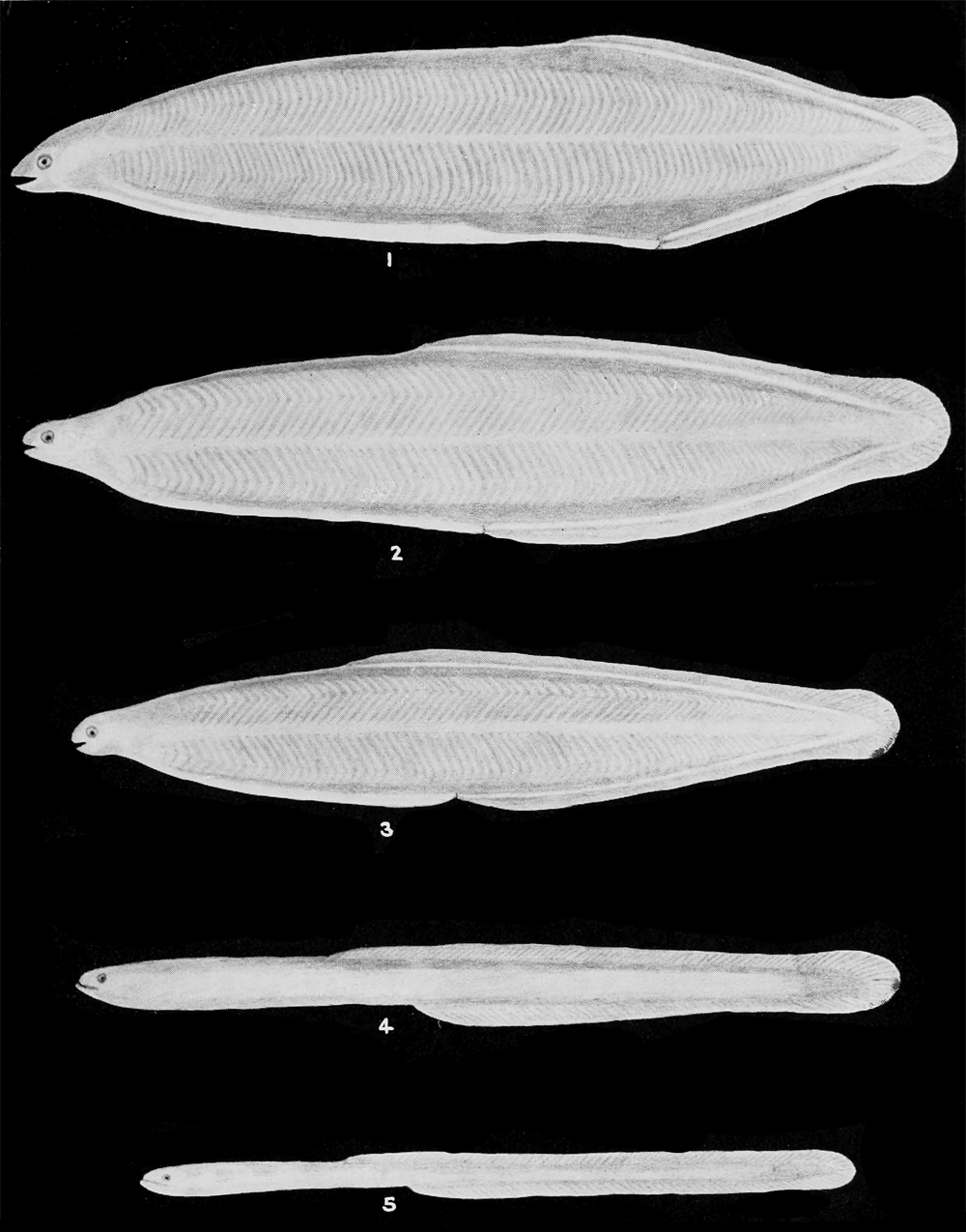
Metamorphose der Aallarve vom Leptocephalus-Stadium zum Glasaal

Alle Aale verbringen ihr Erwachsenenleben im Süßwasser und kehren zur Fortpflanzung ins Meer zurück. Dabei legen einige Arten tausende von Kilometern zurück. Nach dem Verlassen der Süßgewässer fressen sie nicht mehr und sterben nach der Ei- bzw. Spermienabgabe. Der Europäische und der Amerikanische Aal laichen in der Sargassosee südlich der Bermuda-Inseln zwischen 20° und 30° nördlicher Breite und 80° und 50° westlicher Länge, der Japanische Aal im westlichen Nordpazifik südlich von Japan nahe Guam und der australische Kurzflossen-Aal und der Neuseeland-Aal im zentralen Pazifik zwischen dem Bismarck-Archipel und Fidschi. Die bekannten Laichgebiete der südostasiatischen Aalarten liegen küstennah in Tiefen unterhalb von 200 Metern. Aale, die in ihre in tieferem Wasser liegenden Laichgebiete wandern – wahrscheinlich zwischen 400 und 500 Meter –, bekommen eine dunklere Haut und stark vergrößerte Augen.
Der eigentliche Laichvorgang ist von Menschen nicht beobachtet worden. Die Eier sinken nicht zu Boden, sondern schweben mit Hilfe zahlreicher Öltropfen im freien Wasser. Auch die Prä-Leptocephali, das erste Larvenstadium, halten sich mit Öltropfen im Dottersack in der Schwebe. Prä-Leptocephali sind langgestreckt und schlank. Sie wurden in Tiefen von 300 bis 100 Metern gefangen, während die darauf folgenden Leptocephali oder Weidenblattlarven zwischen 50 Metern Tiefe und der Wasseroberfläche angetroffen werden. Die Larvenzeit ist bei den tropischen Aalen wegen der geringen Entfernung der Laichplätze nur kurz und beträgt etwa zwei bis drei Monate. Beim Europäischen Aal, der den längsten Weg vom Laichgebiet hat, ist die Larvenzeit auf drei Jahre verlängert. Leptocephali sind weiden- oder lorbeerblattförmig, völlig durchsichtig und haben einen auffallend kleinen Kopf. Ihr Körper wird von der Chorda dorsalis (eine Wirbelsäule ist noch nicht ausgebildet) in einen dorsalen und einen ventralen Teil geteilt, die beide fast gleich groß sind. Die Zahl der Muskelsegmente entspricht genau der späteren Wirbelzahl. Der Flossensaum bildet sich allmählich von vorn nach hinten. Leptocephali ernähren sich von kleinem Plankton. Sie sind phototaxisch und bewegen sich tagsüber nach unten, während sie nachts zur Oberfläche streben. Erreichen sie ihre Maximalgröße, so beginnt über das Glasaalstadium die Umwandlung zum ausgewachsenen Tier.

## Äußere Systematik
Die Aale gehören in die Ordnung der Aalartigen (Anguilliformes) und sind innerhalb dieser Ordnung am nächsten mit den in der Tiefsee lebenden Schnepfenaalen (Nemichthyidae), Sägezahn-Schnepfenaalen (Serrivomeridae) und Pelikanaalartigen (Saccopharyngoidei) verwandt. Die wahrscheinlichen verwandtschaftlichen Verhältnisse gibt folgendes vereinfachte Kladogramm wieder.
|  | \| \| Schnepfenaale (Nemichthyidae) \| \| \| \| \| \| Sägezahn-Schnepfenaale (Serrivomeridae) \| \| \| \| |
|  | |
|  | Aale (Anguillidae)                                                                                        |
|  | |
|  | Schnepfenaale (Nemichthyidae)                                                                             |
|  | |
|  | Sägezahn-Schnepfenaale (Serrivomeridae)                                                                   |
|  | |

|  | Schnepfenaale (Nemichthyidae)           |
|  |                                         |
|  | Sägezahn-Schnepfenaale (Serrivomeridae) |
|  |                                         |

|  | \| \| Schnepfenaale (Nemichthyidae) \| \| \| \| \| \| Sägezahn-Schnepfenaale (Serrivomeridae) \| \| \| \| |
|  | |
|  | Aale (Anguillidae)                                                                                        |
|  | |
|  | Schnepfenaale (Nemichthyidae)                                                                             |
|  | |
|  | Sägezahn-Schnepfenaale (Serrivomeridae)                                                                   |
|  | |

|  | Schnepfenaale (Nemichthyidae)           |
|  |                                         |
|  | Sägezahn-Schnepfenaale (Serrivomeridae) |
|  |                                         |

|  | \| \| Schnepfenaale (Nemichthyidae) \| \| \| \| \| \| Sägezahn-Schnepfenaale (Serrivomeridae) \| \| \| \| |
|  | |
|  | Aale (Anguillidae)                                                                                        |
|  | |
|  | Schnepfenaale (Nemichthyidae)                                                                             |
|  | |
|  | Sägezahn-Schnepfenaale (Serrivomeridae)                                                                   |
|  | |

|  | Schnepfenaale (Nemichthyidae)           |
|  |                                         |
|  | Sägezahn-Schnepfenaale (Serrivomeridae) |
|  |                                         |

|  | \| \| Schnepfenaale (Nemichthyidae) \| \| \| \| \| \| Sägezahn-Schnepfenaale (Serrivomeridae) \| \| \| \| |
|  | |
|  | Aale (Anguillidae)                                                                                        |
|  | |
|  | Schnepfenaale (Nemichthyidae)                                                                             |
|  | |
|  | Sägezahn-Schnepfenaale (Serrivomeridae)                                                                   |
|  | |

|  | Schnepfenaale (Nemichthyidae)           |
|  |                                         |
|  | Sägezahn-Schnepfenaale (Serrivomeridae) |
|  |                                         |

|  | \| \| Schnepfenaale (Nemichthyidae) \| \| \| \| \| \| Sägezahn-Schnepfenaale (Serrivomeridae) \| \| \| \| |
|  | |
|  | Aale (Anguillidae)                                                                                        |
|  | |
|  | Schnepfenaale (Nemichthyidae)                                                                             |
|  | |
|  | Sägezahn-Schnepfenaale (Serrivomeridae)                                                                   |
|  | |

|  | Schnepfenaale (Nemichthyidae)           |
|  |                                         |
|  | Sägezahn-Schnepfenaale (Serrivomeridae) |
|  |                                         |

|  | \| \| Schnepfenaale (Nemichthyidae) \| \| \| \| \| \| Sägezahn-Schnepfenaale (Serrivomeridae) \| \| \| \| |
|  | |
|  | Aale (Anguillidae)                                                                                        |
|  | |
|  | Schnepfenaale (Nemichthyidae)                                                                             |
|  | |
|  | Sägezahn-Schnepfenaale (Serrivomeridae)                                                                   |
|  | |

|  | Schnepfenaale (Nemichthyidae)           |
|  |                                         |
|  | Sägezahn-Schnepfenaale (Serrivomeridae) |
|  |                                         |

|  | \| \| Schnepfenaale (Nemichthyidae) \| \| \| \| \| \| Sägezahn-Schnepfenaale (Serrivomeridae) \| \| \| \| |
|  | |
|  | Aale (Anguillidae)                                                                                        |
|  | |
|  | Schnepfenaale (Nemichthyidae)                                                                             |
|  | |
|  | Sägezahn-Schnepfenaale (Serrivomeridae)                                                                   |
|  | |

|  | Schnepfenaale (Nemichthyidae)           |
|  |                                         |
|  | Sägezahn-Schnepfenaale (Serrivomeridae) |
|  |                                         |

|  | \| \| Schnepfenaale (Nemichthyidae) \| \| \| \| \| \| Sägezahn-Schnepfenaale (Serrivomeridae) \| \| \| \| |
|  | |
|  | Aale (Anguillidae)                                                                                        |
|  | |
|  | Schnepfenaale (Nemichthyidae)                                                                             |
|  | |
|  | Sägezahn-Schnepfenaale (Serrivomeridae)                                                                   |
|  | |

|  | Schnepfenaale (Nemichthyidae)           |
|  |                                         |
|  | Sägezahn-Schnepfenaale (Serrivomeridae) |
|  |                                         |

## Innere Systematik
Gegenwärtig werden 19 Arten als gültig anerkannt.
- Europäischer Aal (Anguilla anguilla Linnaeus, 1758)
- Kurzflossen-Aal (Anguilla australis Richardson, 1841)
- Anguilla bengalensis Gray, 1831
- Anguilla bicolor McClelland, 1844
- Borneo-Aal (Anguilla borneensis Popta, 1924)
- Celebes-Aal (Anguilla celebesensis Kaup, 1856)
- Neuseeländischer Langflossenaal (Anguilla dieffenbachii Gray, 1842)
- Anguilla interioris Whitley, 1938
- Japanischer Aal (Anguilla japonica Temminck & Schlegel, 1847)
- Anguilla labiata Peters, 1852
- Anguilla luzonensis Watanabe, Ayoama & Tsukamoto 2009
- Anguilla malgumora Kaup, 1856
- Indopazifischer Aal (Anguilla marmorata Quoy & Gaimard, 1824)
- Anguilla megastoma Kaup, 1856
- Anguilla mossambica Peters, 1852
- Anguilla nebulosa McClelland, 1844
- Anguilla obscura Günther, 1872
- Anguilla reinhardtii Steindachner, 1867
- Amerikanischer Aal (Anguilla rostrata Le Sueur, 1821)

Mit Anguilla pachyura aus dem Miozän von Öhningen (Baden-Württemberg) ist auch mindestens eine fossile Art bekannt.

## Nutzung
Alle Arten werden für die menschliche Ernährung genutzt und sind bedeutende Speisefische. Ihr Bestand ist gefährdet. Sie werden als Frischfisch, geräuchert oder eingelegt in Dosen verkauft. In Aquakulturen werden gefangene Jungaale (Glasaale) großgezogen.
Inzwischen ist ein lukrativer illegaler Handel mit Glasaalen von Europa nach Asien entstanden. Bis in das 19. Jahrhundert wurde Aalhaut auch zur Herstellung von Riemen und Schnüren verwendet.